# Evelyn Gigantes
Pour les articles homonymes, voir Gigantes.
Evelyn Adelaide Gigantes (née le 1er novembre 1942) est une femme politique provinciale canadienne de l'Ontario. Elle fut présente à l'Assemblée législative à trois occasions entre 1975 et 1995 et servit aussi comme ministre dans le cabinet de du gouvernement de Bob Rae.

## Biographie
Née à Yarmouth et Nouvelle-Écosse et ayant grandi à Aylmer au Québec dans la région d'Ottawa, elle est la fille de l'auteur Earle Peach qui rédigea le livre Memories of a Cape Breton chilhood. Elle obtient un baccalauréat en arts de l'Université Carleton et ensuite travaille à la radio et à la télévision pour la Société Radio-Canada. Avant sa carrière en politique, elle est membre du conseil municipal de l'Énergie de la ville d'Ottawa.

## Politique

### Carleton-Est
Candidate néo-démocrate lors d'une élection partielle dans la circonscription de Carleton-Est en 1974, elle est défaite par le progressiste-conservateur par une faible marge de 240 voix. Élue députée de cette même ci.rconscription lors de l'élection générale de l'année suivante. Devenue critique en matière d'énergie et ensuite d'éducation, elle est réélue en 1977.
Durant l'été 1980, elle donne naissance à son premier enfant en cours de mandat, ce qui est une première pour un membre de l'Assemblée législative ontarienne. L'enfant aurait été conçu durant la convention néo-démocrate de l'automne 1979 et serait de son aveu, Le produit le plus positif de la convention.
Elle est défaite et termine troisième lors de l'élection de 1981.

### Ottawa-Centre
Gigantes redevient députée néo-démocrate à la faveur d'une élection partielle dans Ottawa-Centre de 1984 organisée à la suite de la démission du chef néo-démocrate Michael Cassidy.
Réélue en 1985, le NPD forme une coalition avec les Libéraux de David Peterson. Elle devient critique de son parti en matière d'affaires féminines et critique du procureur-général. En novembre 1986, elle propose un amendement pour la protection des droits des homosexuels contre la discrimination dont ils peuvent être victimes. Pendant la même période se produit un débat sur un projet de loi sur l'équité salariale durant lequel elle est expulsée de la chambre pour avoir qualifié le procureur-général Ian Scott (en) de menteur.
Défaite en 1987, elle retrouve son poste en 1990 et son parti est alors au pouvoir. Elle fait son entrée au conseil des ministres en tant que ministre de la Santé en octobre 1990. Elle fut confrontée au projet de loi C-43 du gouvernement fédéral, adopté en juin 1990, qui instaurait des restrictions aux médecins pratiquant des avortements et à la suite duquel plusieurs médecins ontariens décidèrent de ne plus pratiquer d'avortements. Elle fait l'annonce en novembre 1990 du financement intégral des soins en avortement pour en garantir l'accès. En janvier 1991, elle représente avec sa collègue Anne Swarbrick (en) une délégation pour discuter de C-43 au Sénat du Canada. Le projet de loi fut finalement défait par un vote à égalité au Sénat et le gouvernement fédéral ne tenta pas de réintroduire le projet.
Elle démissionne du cabinet en avril 1991 après avoir par inadvertance révélé le nom d'un homme qui allait aux États-Unis pour obtenir un traitement qui n'était pas offert dans la province.
Réinstallée au cabinet trois mois plus tard à titre de ministre du Logements (en). Elle et son parti sont défaits en 1995.